# 美浦村立美浦中学校
美浦村立美浦中学校（みほそんりつ みほちゅうがっこう）は、茨城県稲敷郡美浦村にある公立中学校。

## 沿革
- 1962年（昭和38年）4月1日 - 木原・安中両中学校が統合し、美浦中学校と開校。
- 1966年（昭和41年）6月4日 - 美浦中学校竣工式が挙行され、この日（6月4日）を創立記念日と定める。
- 1971年（昭和46年）8月2日 - 水泳プール（公認50m・8コース）竣工式挙行。
- 1978年（昭和53年）4月1日 - 校区内にJRA美浦トレーニングセンターが開設される。
- 1986年（昭和61年）3月15日 - 屋内運動施設及び環境整備事業を竣工する。
- 1991年（平成3年）
  - 7月25日 - 第1回美浦村少年の翼事業が行われる（中国桂林市臨桂県を訪れる）。
  - 11月17日 - 美浦中学校創立30周年記念式典挙行。
- 1992年（平成4年）8月28日 - パソコン教室完成（教師用3台・生徒用40台）。
- 1998年（平成10年）5月23日 - 給食棟・技術棟・武道館の合同竣工式を挙行。
- 1999年（平成11年）3月12日 - 中国臨桂第1中学校の生徒6名と職員6名が来校し、交流を行う。
- 2008年（平成20年）6月2日 - 新校舎（A棟）完成。
- 2009年（平成21年）3月16日 - 新校舎（B棟）完成。
- 2011年（平成23年）4月1日 - 創立50周年。
- 2013年（平成25年）8月5日 - 台湾敦化国民中学校との第1回交流実施。

## 生徒数
出典
| 学年 | 1年 | 2年 | 3年 | 合計 |
| ---- | --- | --- | --- | ---- |
| 学級 | 3   | 2   | 3   | 8    |
| 生徒 | 91  | 82  | 98  | 271  |

- 2024年（令和6年）5月1日時点

## 学区
- 美浦村全域

## 部活動
- 野球部
- サッカー部
- ハンドボール部
- 男女ソフトテニス部
- 男女バスケットボール部
- バレーボール部
- 剣道部
- 柔道部
- 卓球部
- 吹奏楽部
- 科学部
- 美術部
- 文芸部

## 学校行事
- 修学旅行
- 体育祭

## 周辺
美浦村中心部に位置する
- 国道125号線（現道・阿見美浦バイパス）
  - 本校は現道沿いに位置する。
- ドラッグストアセキ美浦店 - 国道125号線をはさんで、敷地が隣接。
- ヨークベニマル美浦店
- コメリH&G美浦店
- 美浦村商工会
- 美浦村保健センター
- 美浦村デイサービスセンター - 保健センターに隣接。
- 美浦村役場
- 美浦村中央公民館
- 美浦村立光の風の丘公園

## アクセス
- JRバス関東「霞ヶ浦本線」で、「美浦中学前」停留所下車。
  - 土浦駅行停留所からは、正門前にある国道125号線（現道）を跨ぐ歩道橋を経由する必要がある。江戸崎行停留所はそばに正門（校門）がある。
- JR東日本常磐線土浦駅より、
  - 上述のJRバスに乗車し23分、「美浦中学前」停留所下車。
  - 車で約14.1km・約28分。
- 首都圏中央連絡自動車道（圏央道）稲敷ICから、車で約8.5km・約16分。